# Librinet.com
Librinet.com è stata una delle principali librerie e case editrici virtuali italiane.
Ha svolto la propria attività tra il 1997 e il 2003.

## Storia
La società ha iniziato la sua attività on-line il 25 settembre del 1997. Augusto Vecchi ne è stato amministratore delegato fino a febbraio del 2002. L'anno successivo la società cessò la sua attività. Librinet.com Srl aveva sede legale a Bolano e quella operativa presso Libritalia Srl. 

Anche se alla fine degli anni novanta, gli utenti di internet erano ancora pochi, secondo alcuni media Librinet.com era una delle più visitate.
Nel 1999 la società aveva in catalogo oltre 12.000 volumi di 360 case editrici.
Oltre a libri nuovi e fuori catalogo, su Librinet.com venivano commercializzati video, cassette VHS e in esclusiva, grazie ad una partnership con Zippo Italia Srl, gli accendini Zippo. Altra originale iniziativa: la vendita di "libri a peso" su internet. Al prezzo di 16.000 lire al chilo, l'utente poteva scegliere tra le bancarelle di librinet i volumi che con l'ausilio del mouse spostava sulla bilancia, che ne determinava il peso.
Nel 2003 la società chiude mentre resta attivo il dominio Librinet.com, passato ad altri proprietari.
Librinet.com fu oggetto di studio da parte dell'Università di Torino, che analizzò anche questa azienda tra quelle ritenute "scelta vincente" nel corso "Economia aziendale dell'e-commerce" e del Politecnico di Milano.

## Pubblicazioni
Con il marchio Librinet.com sono stati pubblicati una ventina di manuali e due romanzi: "Sexwar - La guerra dei sessi" di Sergio Bevilacqua e "L'ultimo cavaliere di Carlo Raggi, quest'ultimo finalista al Premio Bancarellino del 2002